# Portugal op de Olympische Zomerspelen 1928
Portugal nam deel aan de Olympische Zomerspelen 1928 in Amsterdam, Nederland. 39 sporters namen deel aan het Spelen, waarbij de meeste deelnemers lid waren van het voetbalteam dat debuteerde op de Spelen. Bij het schermen werd brons gewonnen.

## Medailleoverzicht
| Sport    | Olympiër                                                                                              | Onderdeel      | Medaille |
| -------- | --- | -------------- | -------- |
| Schermen | Frederico Paredes Henrique da Silveira João Sassetti Jorge de Paiva Mário de Noronha Paulo d'Eça Leal | degen team (m) | Brons    |

## Deelnemers en resultaten

### Atletiek
| Olympiër            | Onderdeel              | Resultaat | Prestatie                          |
| ------------------- | ---------------------- | --------- | ---------------------------------- |
| José Prata de Lima  | 100m (m)               | series    | serie 12: 4de                      |
| José Prata de Lima  | 200m (m)               | series    | serie 13: 4de                      |
| António Dias        | 400m (m)               | DNS       | serie 9: niet gestart              |
| António Dias        | 800m (m)               | DNS       | serie 1: niet gestart              |
| António de Almeida  | 5000m (m)              | DNS       | serie 2: niet gestart              |
| António de Almeida  | 10000m (m)             | DNS       | niet gestart                       |
| José Palhares Costa | 110m horden (m)        | series    | serie 9: 5de                       |
| Henrique Santos     | 3000m steeplechase (m) | series    | serie 2: 6de                       |
| António de Almeida  | kogelstoten (m)        | DNS       | kwalificatie groep A: niet gestart |
| António de Almeida  | discuswerpen (m)       | DNS       | kwalificatie groep A: niet gestart |

### Gewichtheffen
| Olympiër        | Onderdeel | Resultaat | Prestatie                                                                         |
| --------------- | --------- | --------- | --------------------------------------------------------------------------------- |
| António Pereira | -60kg (m) | 11e       | drukken: 17de met 70kg trekken: 7de met 80kg stoten: 8ste met 105kg totaal: 255kg |

### Moderne vijfkamp
| Olympiër                               | Onderdeel       | Resultaat | Prestatie |
| -------------------------------------- | --------------- | --------- | --- |
| Sebastião de Freitas Branco de Herédia | individueel (m) | 31e       | schietsport: 36ste met 132 punten zwemmen: 18de in 6.01,00 schermen: 20ste atletiek: 27ste in 16.40,2 paardensport: 32ste totaal: 133 punten |

### Paardensport
| Olympiër                                                | Onderdeel      | Resultaat      | Prestatie      |
| Springconcours                                          | Springconcours | Springconcours | Springconcours |
| ------------------------------------------------------- | -------------- | -------------- | -------------- |
| Luís Ferraz                                             | individueel    | 15e            | 4 strafpunten  |
| Hélder Martins                                          | individueel    | 16e            | 4 strafpunten  |
| José Mouzinho de Albuquerque                            | individueel    | 19e            | 4 strafpunten  |
| Hélder Martins José Mouzinho de Albuquerque Luís Ferraz | team           | 6e             | 12 strafpunten |

### Schermen
| Olympiër                                                                                              | Onderdeel      | Resultaat | Prestatie |
| --- | -------------- | --------- | --- |
| Henrique da Silveira                                                                                  | degen (m)      | 22e       | 1ste ronde groep 1: 4de V van ESP García V van GBR Biscoe W van EGY Moyal W van GER Halberstadt W van HUN Hátszeghy W van NOR Akre-Aas W van SWE Cederschiöld V van BEL Debeur V van MEX Hernández kwartfinale 3: 7de V van EGY Cicurel V van USA Calnan V van DEN Osiier V van FRA Massard V van BEL Delporte W van SUI Empeyta W van ESP García W van GER Jack W van GBR Biscoe W van HUN Hajdú V van MEX Mercado |
| Paulo d'Eça Leal                                                                                      | degen (m)      | 20e       | 1ste ronde groep 3: 2de V van EGY Cicurel W van NED Driebergen W van HUN Rády W van SWE Dyrssen W van ESP González W van NOR Heide W van USA Barnett V van DEN Berthelsen V van ARG Villamil kwartfinale 2: 7de V van DEN Berthelsen V van SWE Hellsten V van HUN Rády W van BEL Tom W van FRA Buchard W van USA Milner W van TCH Jungmann W van SUI Fitting W van GER Fischer V van GRE Triantafyllakos V van GBR Childs |
| Frederico Paredes                                                                                     | degen (m)      | 16e       | 1ste ronde groep 5: 5de V van FRA Gaudin V van SUI Fitting V van BEL Delporte V van GER Fischer W van GBR Childs W van ROU Gheorghiu W van EGY Adda W van GRE Ampet G van ARG Llauró kwartfinale 1: 2de V van FRA Gaudin W van GER Halberstadt W van NED Driebergen W van BEL Debeur W van SWE Dyrssen W van ROU Penescu W van ARG Martínez W van DEN Ryefelt W van GBR Holt V van EGY Moyal V van SUI Jacquet halve finale 2: 8ste V van FRA Buchard V van SWE Hellsten V van EGY Cicurel V van USA Milner V van FRA Massard W van BEL Debeur W van DEN Berthelsen W van GER Halberstadt |
| Frederico Paredes Henrique da Silveira João Sassetti Jorge de Paiva Mário de Noronha Paulo d'Eça Leal | degen team (m) | Brons     | 1ste ronde groep 4: 1ste W van Nederland: 8-7 G van Zweden: 8-8 kwartfinale 4: 1ste W van Verenigde Staten: 8-7 W van Noorwegen: 10-2 halve finale 2: 2de V van Italië: 6-10 W van Tsjecho-Slowakije: 10-0 W van Nederland: 8-7 finale: 3de V van Italië: 6-9 V van Frankrijk: 7-9 G van België: 8-8 |
| Sebastião Herédia                                                                                     | floret (m)     | 36e       | 1ste ronde groep 4: 5de V van ITA Pignotti: 1-5 V van ARG Viñas: 1-5 V van BEL Pêcher: 3-5 V van NED Kunze: 4-5 W van GBR Montogomerie: 5-2 W van SUI Albaret: 5-4 W van GRE Nikolopoulos: 5-3 |

### Voetbal
| Olympiër | Onderdeel | Resultaat | Prestatie                                                                                     |
| --- | --------- | --------- | --------------------------------------------------------------------------------------------- |
| António Roquete Armando Martins Augusto Silva Carlos Alves César de Matos João dos Santos Jorge Vieira José Martins Pepe Tamanqueiro Vítor Silva Valdemar Anibal Cipriano dos Santos Alfredo Ramos Liberto dos Santos Jorge Tavares Óscar de Carvalho Francisco Silva Serra e Moura José João Soares | mannen    | 5e        | voorronde: W van Chili: 4-2 1ste ronde: W van Joegoslavië: 2-1 kwartfinale: V van Egypte: 1-2 |

### Worstelen
| Olympiër        | Onderdeel      | Resultaat      | Prestatie                                                                           |
| Grieks-Romeins  | Grieks-Romeins | Grieks-Romeins | Grieks-Romeins                                                                      |
| --------------- | -------------- | -------------- | ----------------------------------------------------------------------------------- |
| Benjamin Araújo | -60kg (m)      | 9e             | 1ste ronde: V van ITA Quaglia: val 2de ronde: vrij 3de ronde: V van TUR Arikan: val |

### Zeilen
| Olympiër                                                                                     | Onderdeel     | Resultaat | Prestatie |
| -------------------------------------------------------------------------------------------- | ------------- | --------- | --------- |
| Frederico Guilherme Burnay Ernesto Vieira de Mendonça António Guedes de Herédia Carlos Bleck | 6m klasse (m) | 12e       | '         |

## Officials
- Manuel da Costa Latino (chef de mission, atletiek, paardensport, schermen, zeilen)
- P. Duro (atletiek)
- J. Formosinho Simões (paardensport, moderne vijfkamp, zeilen)
- L. Ivens Ferraz (schermen)
- J. Frois de Almeida (schermen)
- R. Ayres de Magalhães (schermen)
- Hélder Martinez (schermen)
- Cardoso (schermen)
- C. de Mello (gewichtheffen)
- J. Pontes (gewichtheffen)

Argentinië · Australië · België · Brits-Indië · Bulgarije · Canada · Chili · Cuba · Denemarken · Duitsland · Egypte · Estland · Filipijnen · Finland · Frankrijk · Griekenland · Groot-Brittannië · Haïti · Hongarije · Ierland · Italië · Japan · Joegoslavië · Letland · Litouwen · Luxemburg · Malta · Mexico · Monaco · Nederland · Nieuw-Zeeland · Noorwegen · Oostenrijk · Panama · Polen · Portugal · Roemenië · Spanje · Tsjecho-Slowakije · Turkije · Uruguay · Verenigde Staten · Zuid-Afrika · Zuid-Rhodesië · Zweden · Zwitserland